# Haus

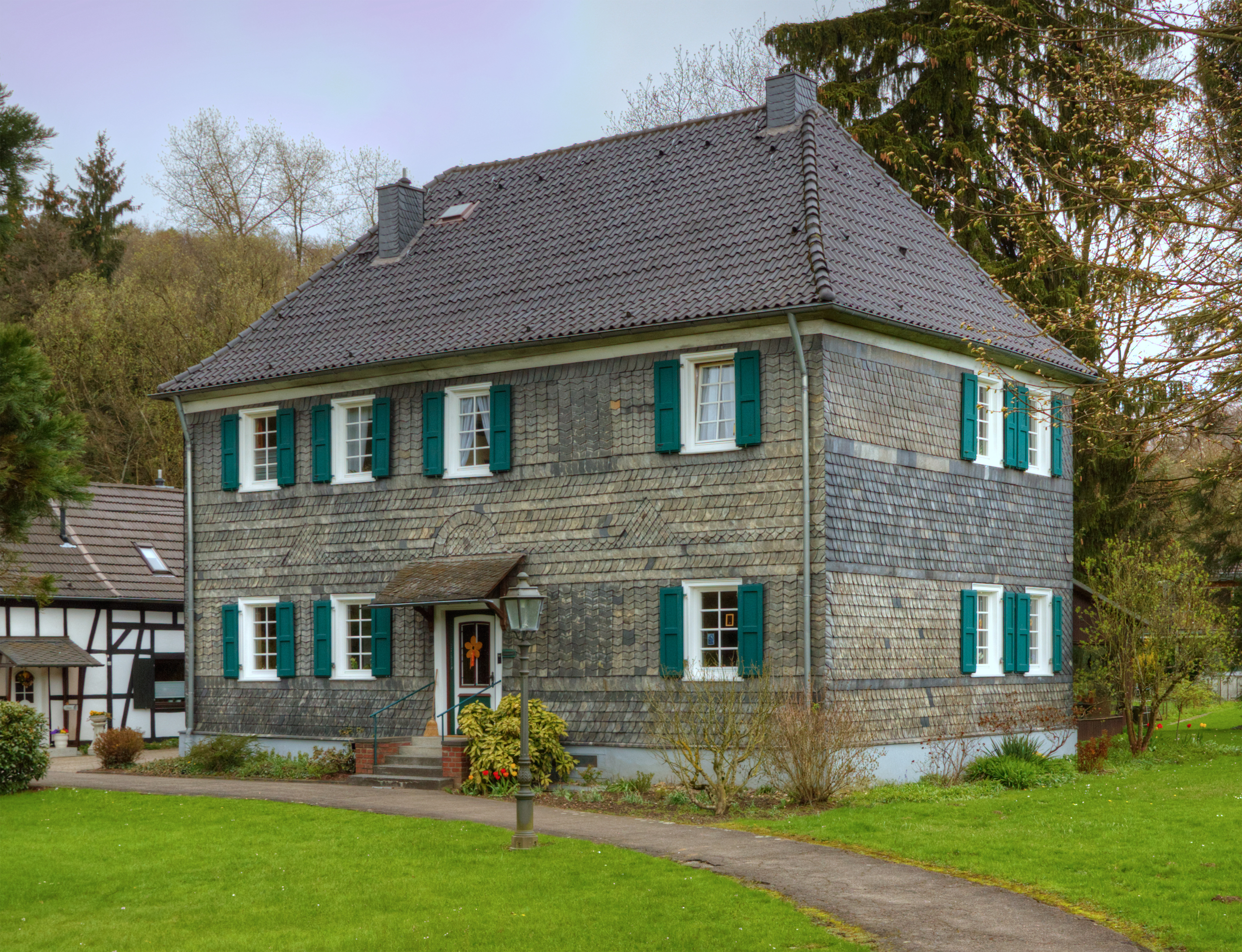
Pfarrhaus in Odenthal, Nordrhein-Westfalen

Ein Haus ist ein „dauerhaftes, aus Hüll- und Tragkonstruktion bestehendes Gebäude; entwickelte sich aus der Zufluchtsstätte der Vorzeit zu den gegenwärtigen vielfältigen Arten von Hochbauten. Geographische und klimatische Bedingungen, Baustoffe, Technik, Lebensbedürfnisse sowie herrschende Gesellschaftsordnung bestimmen Funktion, Form und Bauart.“

## Begriffliche Abgrenzungen zu anderen Gebäuden
Als Haus bezeichnet man ein Gebäude in der Regel, wenn dessen vorrangiger Zweck ist, Menschen regelmäßig als Unterkunft zu dienen, insbesondere zum Wohnen, Arbeiten oder für Zusammenkünfte.
Eine scharfe Abgrenzung gegenüber anderen Gebäuden gibt es nicht. Neben dem oben beschriebenen Zweck sind typische, aber nicht immer zwingend erforderliche Merkmale eines Hauses:
- das Vorhandensein von zahlreichen Fenstern (in Abgrenzung zum Beispiel zu Bunkern oder Scheunen),
- Raumhöhen, die ca. 4 Meter nicht überschreiten (in Abgrenzung zum Beispiel zu Hallen, Kinos oder Theaterbauten),
- eine gewisse Qualität und Dauerhaftigkeit (in Abgrenzung zum Beispiel zu Hütten, Baracken, Containern oder behelfsmäßigem Unterschlupf).

Dazu tragen teilweise auch andere Begriffe die Endung „-haus“ in der Bezeichnung, obwohl sie nicht zu den Häusern im eigentlichen Sinn zählen, zum Beispiel Schneckenhaus, Affenhaus.
Der deutsche Begriff „Haus“ ist trotz seiner phonetischen und etymologischen Verwandtschaft deutlich weiter gefasst als das englische Wort „house“, welches typischerweise nur für Wohnhäuser für ein bis zwei Familien verwendet wird.

## Unterscheidungsmöglichkeiten
Häuser lassen sich differenzieren unter anderem nach:
- dem Zweck, z. B.:
  - Wohnhaus
    - Ein-, Zwei-, Mehrfamilienhaus
    - Landhaus
    - Siedlungshaus
    - Herrenhaus
    - Gesindehaus
    - Miethaus

  - Ferienhaus
  - Wochenendhaus
  - Gästehaus
  - Bürohaus
  - Krankenhaus
  - Rathaus
  - Waisenhaus
  - Kaufhaus
  - Wirtshaus
  - Gemeindehaus
  - Gebetshaus
  - Pfarrhaus
  - Opernhaus
- der Form, z. B.:
  - Hochhaus
  - Reihenhaus
  - Doppelhaus
  - Rundhaus
  - freistehendes Haus
- nach Material, z. B.:
  - Steinhaus (Der Baustoff ist vor allem Stein oder andere anorganische Baustoffe, wie zum Beispiel Beton.)
  - Holzhaus
  - Blockhaus
- nach energetischen Standards, z. B.:
  - Passivhaus
  - Niedrigenergiehaus
  - Nullenergiehaus
  - Plusenergiehaus